# Catholicisme en Arabie saoudite
Le catholicisme est une confession qui compte environ un million de fidèles en Arabie saoudite ; on compte parmi eux de nombreux travailleurs immigrés, en particulier Philippins. Le territoire de ce pays n'est pas organisé en diocèses ; il fait partie, avec d'autres états de la péninsule, du vicariat apostolique d'Arabie septentrionale. 
Le culte public des religions non-islamiques est interdit en Arabie saoudite. En théorie, posséder une Bible n'est pas un crime, mais la possession de grandes quantités de ces livres peut entraîner de lourdes peines car elle peut être considérée comme une preuve de l'intention de convertir d'autres personnes.
Le pape Benoît XVI et le roi Abdallah ben Abdelaziz Al Saoud ont entamé des négociations sur l'ouverture de la première église catholique dans le royaume.

## Sources
1. ↑  (en) Giuseppe Caffulli, « Saudi Arabia : A catacomb Church? Perhaps, but one that is alive and well . . . and universal », AsiaNews, 9 juillet 2004.
2. ↑  « Arabie : des Philippins et un prêtre catholiques arrêtés au cours d'une messe », France 24, 6 octobre 2010.
3. ↑  (en) « Moves urged to get Filipinos on Saudi Arabia freed », news.bbc.co.uk, 9 juillet 1998.
4. ↑  (en) « Saudi Arabia travel advice », site du Foreign & Commonwealth Office, 8 août 2012.
5. ↑  (en) « How Benedict XVI Will Make History », Newsweek, 12 avril 2008.